# Comuna Puiești, Buzău
Puiești este o comună în județul Buzău, Muntenia, România, formată din satele Dăscălești, Lunca, Măcrina, Nicolești, Plopi, Puieștii de Jos (reședința) și Puieștii de Sus.

## Așezare
Comuna Puiești este situată în partea de nord-est a județului Buzău, la 15 km est de Râmnicu Sărat, pe cele două maluri ale râului Râmnicu Sărat, și se învecinează la nord-est cu județul Vrancea. Ea este străbătută de șoseaua județeană DJ220, care leagă Râmnicu Sărat de Măicănești (județul Vrancea, DN23), și care traversează râul Râmnicu Sărat între Puieștii de Jos și Nicolești. La Puieștii de Jos, se ramifică din acest drum DJ202C, care leagă comuna de comuna vecină Ciorăști din Vrancea, iar la Nicolești se ramifică DJ216, o șosea județeană ce deservește satele Măcrina și Plopi.

## Demografie
Componența etnică a comunei Puiești
     Români (95,05%)
     Alte etnii (0,71%)
     Necunoscută (4,24%)
Componența confesională a comunei Puiești
     Ortodocși (94,51%)
     Alte religii (1,07%)
     Necunoscută (4,42%)
Conform recensământului efectuat în 2021, populația comunei Puiești se ridică la 3.371 de locuitori, în scădere față de recensământul anterior din 2011, când fuseseră înregistrați 4.146 de locuitori. Majoritatea locuitorilor sunt români (95,05%), iar pentru 4,24% nu se cunoaște apartenența etnică. Din punct de vedere confesional, majoritatea locuitorilor sunt ortodocși (94,51%), iar pentru 4,42% nu se cunoaște apartenența confesională.

## Politică și administrație
Comuna Puiești este administrată de un primar și un consiliu local compus din 13 consilieri. Primarul, Rodica Bârlă[*], de la Partidul Social Democrat, este în funcție din octombrie 2020. Începând cu alegerile locale din 2024, consiliul local are următoarea componență pe partide politice:
|  | Partid                    | Consilieri | Componența Consiliului | Componența Consiliului | Componența Consiliului | Componența Consiliului | Componența Consiliului | Componența Consiliului | Componența Consiliului |
|  | ------------------------- | ---------- | ---------------------- | ---------------------- | ---------------------- | ---------------------- | ---------------------- | ---------------------- | ---------------------- |
|  | Partidul Social Democrat  | 7          |                        |                        |                        |                        |                        |                        |                        |
|  | Partidul Național Liberal | 5          |                        |                        |                        |                        |                        |                        |                        |
|  | Alianța Dreapta Unită     | 1          |                        |                        |                        |                        |                        |                        |                        |

## Istoric
La sfârșitul secolului al XIX-lea, comuna Puiești făcea parte din plasa Grădiștea a județului Râmnicu Sărat și era alcătuită doar din satele Puieștii de Jos și Puieștii de Sus, având în total 1100 de locuitori. În comună funcționau o școală mixtă cu 45 de elevi și 2 biserici — cea de la Puieștii de Jos înființată de Anastase Dedulescu la 1840 și cea din Puieștii de Sus fondată în 1874. În acea perioadă, pe teritoriul actual al comunei mai funcționau, în aceeași plasă, comunele Măcrina și Nicolești. Comuna Măcrina avea în componență satele Măcrina, Plopi și Hoinari, având în total 817 locuitori, o școală de băieți cu 38 de elevi fondată în 1876 și o singură biserică, zidită de locuitori în 1869. Comuna Nicolești era formată din satele Nicolești și Dăscălești, cu o populație totală de 1428 de locuitori. În comuna Nicolești funcționau o școală de băieți cu 61 de elevi înființată în 1871 și două biserici, ambele fondate de locuitori în 1888. Aceeași organizație se regăsește și în Anuarul Socec din 1925, cele trei comune făcând parte din plasa Boldu a aceluiași județ, și având, respectiv 1074 de locuitori (Măcrina), 779 de locuitori (Nicolești) și 2090 de locuitori (Puiești).
În 1950, comunele au trecut în componența raionului Râmnicu Sărat din regiunea Buzău și apoi (după 1952) din regiunea Ploiești. În 1968, comunele au fost comasate într-una singură, denumită Puiești, și arondată județului Buzău.